# Giải PFCS cho quay phim xuất sắc nhất
Giải PFCS cho quay phim xuất sắc nhất là một giải của "Hội các nhà phê bình phim thành phố Phoenix" (Hoa Kỳ) dành cho quay phim được bầu chọn là xuất sắc nhất. Giải này được lập từ năm 2000.

## Các phim & người đoạt giải

### Thập niên 2000
| Năm  | Phim                                              | Người quay phim   |
| ---- | ------------------------------------------------- | ----------------- |
| 2000 | The Cell                                          | Paul Laufer       |
| 2001 | The Lord of the Rings: The Fellowship of the Ring | Andrew Lesnie     |
| 2002 | The Lord of the Rings: The Two Towers             | Andrew Lesnie     |
| 2003 | The Lord of the Rings: The Return of the King     | Andrew Lesnie     |
| 2004 | The Aviator                                       | Robert Richardson |
| 2005 | Brokeback Mountain                                | Rodrigo Prieto    |
| 2006 | Apocalypto                                        | Dean Semler       |
| 2007 | Atonement                                         | Seamus McGarvey   |
| 2008 | The Curious Case of Benjamin Button               | Claudio Miranda   |

Bản mẫu:PFCS Awards Chron